# 宝仙学園幼稚園
宝仙学園幼稚園（ほうせんがくえんようちえん、Hosen Gakuen Kindergarten）は、東京都中野区にある私立幼稚園。

## 沿革
- 1927年・前身となる感応幼稚園設立
- 1940年・全国で初めて完全給食を実施
- 1951年・宝仙学園設立
- 1954年・現名称に改称
- 1963年・幼稚園新園舎完成
- 1998年・未就園児クラブ開始
- 2000年・最年少組開始
- 2001年・課外教室開始
- 2010年・預かり保育導入
- 2012年・制服導入
- 2014年・英語教育導入
- 2017年・園庭遊具アスレチック新設

## 教育目標
- しっかりと考える力を育てる
- 感性を表現する力を育てる
- 人や文化とかかわる力を育てる

## 交通アクセス
- 中野駅より関東バス「新宿駅西口行き」、または京王バス「中野坂上駅経由渋谷駅行き」「中野一丁目」バス停より徒歩4分
- 東京地下鉄丸ノ内線・都営大江戸線中野坂上駅より徒歩約8分

## 系列校
- こども教育宝仙大学
- 宝仙学園短期大学
- 宝仙学園中学校・高等学校
- 宝仙学園小学校